# Lindsay De Vylder
Lindsay De Vylder (Wetteren, 30 de maio de 1995) é um desportista belga que compete no ciclismo nas modalidades de pista e rota.
Ganhou uma medalha de bronze no Campeonato Mundial de Ciclismo em Pista de 2022 e uma medalha de prata no Campeonato Europeu de Ciclismo em Pista de 2021, ambas na prova de madison.

## Medalheiro internacional
| Campeonato Mundial | Campeonato Mundial      | Campeonato Mundial | Campeonato Mundial |
| Ano                | Lugar                   | Medalha            | Competição         |
| ------------------ | ----------------------- | ------------------ | ------------------ |
| 2022               | Saint-Quentin ( França) | Medalha de bronze  | Madison            |
| Campeonato Europeu |                         |                    |                    |
| Ano                | Lugar                   | Medalha            | Competição         |
| 2021               | Grenchen ( Suíça )      | Medalha de prata   | Madison            |